# Minna Aaltonen
Pour les articles homonymes, voir Aaltonen.
Minna Aaltonen, née le 17 septembre 1966 à Turku en  Finlande et morte le 11 septembre 2021, est une actrice finlandaise qui a joué le rôle de Marianne de 1997-1998  dans la série télévisée La Brigade du courage (1988-2002).
Elle est également apparue dans un petit rôle de présentatrice dans le film Demain ne meurt jamais, dans la série des James Bond.